# Journey into Mystery
Journey into Mystery è stata una rivista antologica di fumetti pubblicata dalla Atlas Comics (poi diventata Marvel Comics) dal 1952 per 178 numeri. La testata è divisa in quattro serie che si sono alternate con quelle dedicate al personaggio di Thor mantenendone la numerazione complessiva.

## Storia editoriale

### Prima serie
La serie esordisce nel giugno 1952 con una periodicità bimestrale e dal n. 19 divenne mensile. I primi 82 numeri propongono racconti con protagonisti persone normali e non supereroi, che incontrano creature fantastiche come alieni, mostri o fantasmi.

### Seconda serie
Nel n.83 esordisce il personaggio di Thor (The Mighty Thor) che verrà pubblicato fino al n. 125 (febbraio 1966) con storie realizzate da Stan Lee (testi) e Jack Kirby (disegni). Dal n. 126 il nome dell'albo cambiò in The Mighty Thor  nell'aprile del 1966.

### Terza serie
La testata riprende nel 1996 dopo la conclusione della prima serie di The Mighty Thor dopo 502 numeri (settembre 1996) proseguendone la numerazione:
- dal n.503 (novembre 1996) al n.513 (ottobre 1997) appaiono le storie con protagonisti gli Dei Caduti (Lost Gods), realizzate da Tom DeFalco (storia) e Mike Deodato (disegni). A parte c'è un albo speciale noto come FlashBack (minus 1) intitolato "Loki Triumphant!" ("...una storia di Asgard")[4], la copertina è stata realizzata da Gil Kane (disegni) e la storia è stata realizzata da Tom DeFalco (storia) e Mike Deodato (Deodato Studios, disegni);[5]
- dal n. 514 (novembre 1997) al n.516 (gennaio 1998) appare una saga con protagonista Shang-Chi, Master of Kung Fu, gli autori sono Ben Raab (storia) e Brian Hagen (disegni);[5]
- dal n. 517 (febbraio 1998) al n.519 (aprile 1998), presenta una saga della Vedova Nera, le storie sono realizzate da Scott Lobdell (storia) e Randall Green (disegni). Gli ultimi due numeri (n.520 e n.521) dell'albo sono stati realizzati da Marv Wolfman e Karl Kerschl.[5]

### Quarta serie
La testata dedicata a Thor, dal n. 503 era ridiventata nuovamente Journey Into Mistery mentre dal n. 600 riparte sommando tutti gli albi delle precedenti serie dedicate al personaggio per concludersi dopo 21 albi. Con il successivo n. 622 del giugno 2011 la testata riprende proseguendone la numerazione e concludendosi nel 2013 col n. 655.